# 표트르 예르쇼프

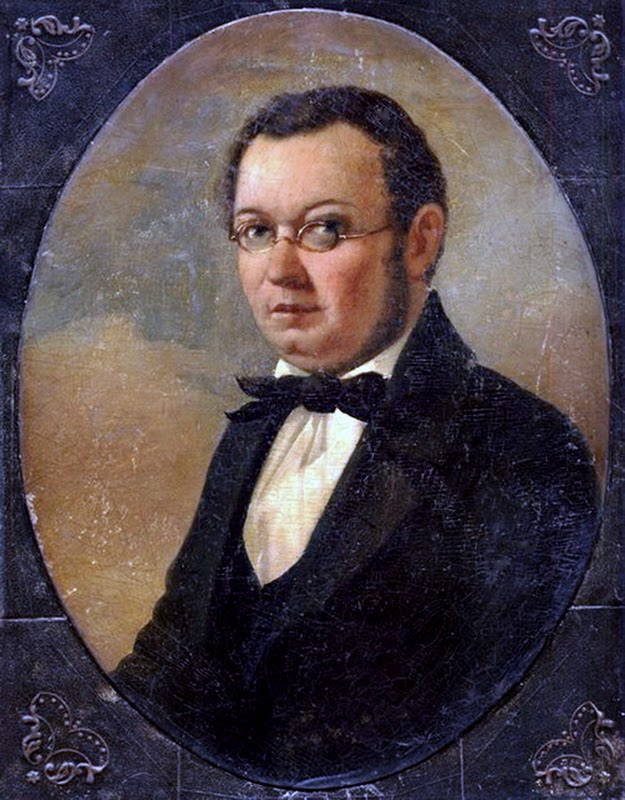
1850년대 말 초상화

표트르 파블로비치 예르쇼프(러시아어: Пётр Павлович Ершов, 1815년 3월 6일 ~ 1869년 8월 30일)는 러시아의 시인이자 이솝 우화 저자이다.

## 생애
시베리아 서부에 위치한 토볼스크 현의 작은 마을에서 관리의 아들로 태어났다. 어머니는 토볼스크의 상인 가정 출신이었다. 예르쇼프는 아버지의 근무지를 따라 여러 지역에서 어린 시절을 보냈다. 1830년 당시의 수도였던 페테르부르크로 이주했고, 다음 해 1831년 페테르부르크 대학교 철학-법학과에 입학했다.
대학 재학 시절 예르쇼프는 시 동화이자 뛰어난 창작 옛이야기(literary fairy tale)인 ≪곱사등이 망아지≫(1834)를 집필했고 그해 단행본으로 출판되어 많은 인기를 누렸다. 당시 유명한 시인이었던 알렉산드르 푸슈킨도 이 작품을 높이 평가했다.
대학을 졸업한 후 예르쇼프는 전문 작가가 되기로 결심하고, 본격적으로 시를 집필하며 희곡과 오페라까지 저술했다. 그는 당시의 작가들과 만나고, 베네딕토프(В. Д. Бенедиктов)의 그룹에 가담하며, 그와 함께 낭만주의풍의 연감(年鑑) ≪우리-그대에게(Мы-Вам)≫ 발간을 시도하기도 했다. 문학적인 면에서 예르쇼프의 서정시에는 베네딕토프파의 영향이 나타나고 있다.
1836년 이후 예르쇼프는 시베리아 지역의 토볼스크 시에서 거주하며 학교 교사로 재직했다. 1850년대 초에는 소설 분야에 관심을 기울여 단편 ＜가을 저녁＞(1857)을 집필했다. 1857년에는 토볼스크 초등학교 교장을 역임하며 광활한 시베리아의 사회문화 활동에도 적극적으로 참여했다. 학교 재직 중에도 계속해서 시를 발표했으나, 점점 작품 활동이 뜸하게 되었다.

## 작품
예르쇼프의 작품으로는 희곡 ≪수보로프와 역참지기≫(1836), ≪상인 포마≫(1835), ≪상인 바짐과 가난뱅이의 수완≫(1858), 창작 옛이야기 ≪이반과 빵 세 개를 먹은 이에 대한 이야기≫, 서사시 ≪수즈게≫(1835) 및 서정시 ＜젊은 독수리＞(1834), ＜러시아 노래＞(1835), ＜사랑의 희망＞(1838) 등이 있다. ≪곱사등이 망아지≫는 1864년 발레로 공연되었으며, 작가가 죽은 뒤인 1870년 이후 여러 외국어로 번역되어 해외에 소개되었다.